# تيركرت (كرتشمبو الجنوبي)
تيركرت (بالفارسية: تیرکرت) هي قرية تقع في إيران في قسم کرتشمبو الجنوبي الريفي. يقدر عدد سكانها بـ 95 نسمة بحسب إحصاء 2016.